# Château de la Tranchade
Le château de la Tranchade à Garat (Charente) domine la vallée de l'Anguienne sur un piton rocheux, emplacement stratégique pour protéger l'accès sud-est d'Angoulême.

## Historique
Au Moyen Âge, la Tranchade était le siège d'une des plus importantes seigneuries de l'Angoumois qui comprenait les paroisses de Dirac, Garat, Ladoux, L'Isle-d'Espagnac, Magnac, Ruelle, Soyaux, et le fief d'Hurtebise.
Le nom de la Tranchade vient de « tranchée » en occitan. Son nom ancien était Monestherou, aussi orthographié massus de la Truncheda au Moyen Âge, ainsi que terre du Prus au XIe siècle. C'était alors une terre en litige parmi une trentaine de petits seigneurs belliqueux.
Au XIIe siècle, la Tranchade fut donnée aux moines de l'abbaye de Saint-Cybard. Puis ceux-ci le cédèrent à Gérard Ramnulphe en échange d'autres redevances (dîmes et moitié des moulins),.
Pendant la guerre de Cent Ans, les Pressac furent seigneurs de la Tranchade. En 1396, Aymard de Pressac construit le donjon, une tour carrée de 40 mètres de haut flanquée d'un escalier en colimaçon.
En 1492, Baud de Saint-Gelais achète le château. Il le vend en 1573 à la famille Nesmond, qui embellissent le château pendant un siècle et construisirent les deux ailes Renaissance. Leurs armes sont sculptées dans la paroi des douves.
Place forte convoitée pour contrôler Angoulême, la Tranchade fut souvent assiégé, comme en 1651 par le prince de Condé, frondeur et gouverneur de Guyenne.
En 1667, François III Normand de Puygrelier achète le château à la famille de Lambertie (qui avait succédé à la famille d'Aydie) et se fera appeler Normand de La Tranchade, étant seigneur de ces deux fiefs, s'offrant ainsi la double particule nobiliaire.
Cette famille a fourni de nombreux maires à Angoulême, dont François Ier Normand qui a perdu la vie en 1588 lors d'un assaut contre le duc d'Épernon, gouverneur d'Angoumois, au château comtal d'Angoulême, ou bien le chevalier Joseph Normand de La Tranchade, maire au XIXe siècle.
En 1792, Louis Normand de La Tranchade émigra en Angleterre avec une partie de sa famille et laissa le château à son demi-frère, le seigneur de la Reynerie en Chenaud. Le château fut alors vendu aux enchères comme bien national.
Mais il revint aux Normand de La Tranchade grâce à monsieur Valet, avocat à Angoulême, qui l'acquit en 1816 et dont la fille épousa Joseph Normand de La Tranchade, qui fut maire d’Angoulême de 1837 à 1840 puis de 1849 à 1855. En 1852, le prince Louis Napoléon, futur Napoléon III, venu inaugurer la ligne de chemin de fer Angoulême-Bordeaux et la gare d'Angoulême, fut accueilli au château. Alfred de Vigny était aussi invité à la réception.
Les Normand de la Tranchade seront propriétaires du château jusqu'au début du XXe siècle.
En 1890 la crise du phylloxéra ruine le vignoble. Le domaine se délabre.
En 1929, le professeur Louis Portes achète le château et le restaure avec sa femme. Sa veuve se remariera avec le comte Amédée de Lorgeril, qui assurera la préservation du site jusqu'à 1999, date de la tempête Martin qui a fait d'importants dégâts dans le Sud-Ouest et le domaine en particulier. Leur fils prend alors la relève.

## Architecture
Le portail, qui date de 1598, est à parapet crénelé sur mâchicoulis orné de coquilles. Il est entouré de tourelles carrées aux mêmes décors. Les armes des Normand de La Tranchade (ex- de Puygrelier), avec sa devise « In fide quiesco » (je repose dans la foi), sont sculptées sur le parapet.
Les douves, profondes de huit mètres et très larges, sont creusées dans le roc. Un pont en pierre a remplacé l'ancien pont-levis.
Après avoir franchi ce pont, on accède à la cour dominée par l'imposant donjon carré construit à la fin du XIVe siècle, qui est la partie la plus ancienne.
Sur la paroi des douves, face au château et au sud, sont sculptés l'écusson des Normand, en-dessous d'un cadran solaire, et un autre plus ancien, gratté et illisible, qui serait celui des Nesmond,.
Le donjon central est accompagné d'une tourelle polygonale renfermant l'escalier à vis en pierre. Ce donjon conserve ses mâchicoulis. D'une hauteur d'une trentaine de mètres et assis sur l'à-pic rocheux de la vallée qu'il surplombe, il comporte trois étages percés de fenêtres étroites.
Les bâtiments forment deux ailes en équerre appuyées sur le donjon. L'aile sud-est, la poterne et le chai ont été construits au XVIe siècle et l'aile nord-ouest au XVIIe siècle. Ces bâtiments ont été repris au XIXe siècle, ainsi que le puits à colonnes supportant un dôme dans la cour d'honneur et profond de 40 mètres. Une croix de Malte est gravée sur l'extrémité est du bandeau du toit, orné de marguerites,. Une coquille Saint-Jacques figure aussi dans la décoration du donjon, laissant penser que le château était aussi une halte des pèlerins au Moyen Âge. Les pierres ayant servi à la construction du donjon proviennent des douves sèches. Sur l'autre aile est sculpté un écusson aux armes des Normand de La Tranchade.
Sous la cour, une petite salle voûtée en berceau brisée et donnant sur la vallée fait office de chapelle. On y voit une plaque commémorative dédiée au docteur Portes,. Une petite tour arasée flanquant la chapelle a une construction antérieure à celle du donjon. Une grosse tour arasée plus récente, à l'extérieur et à l'est des remparts, pouvait être une fuie, courante dans la région pour indiquer une maison noble.
Le bâtiment de deux étages, accolé au portail et de la même époque, pouvait être un corps de garde.

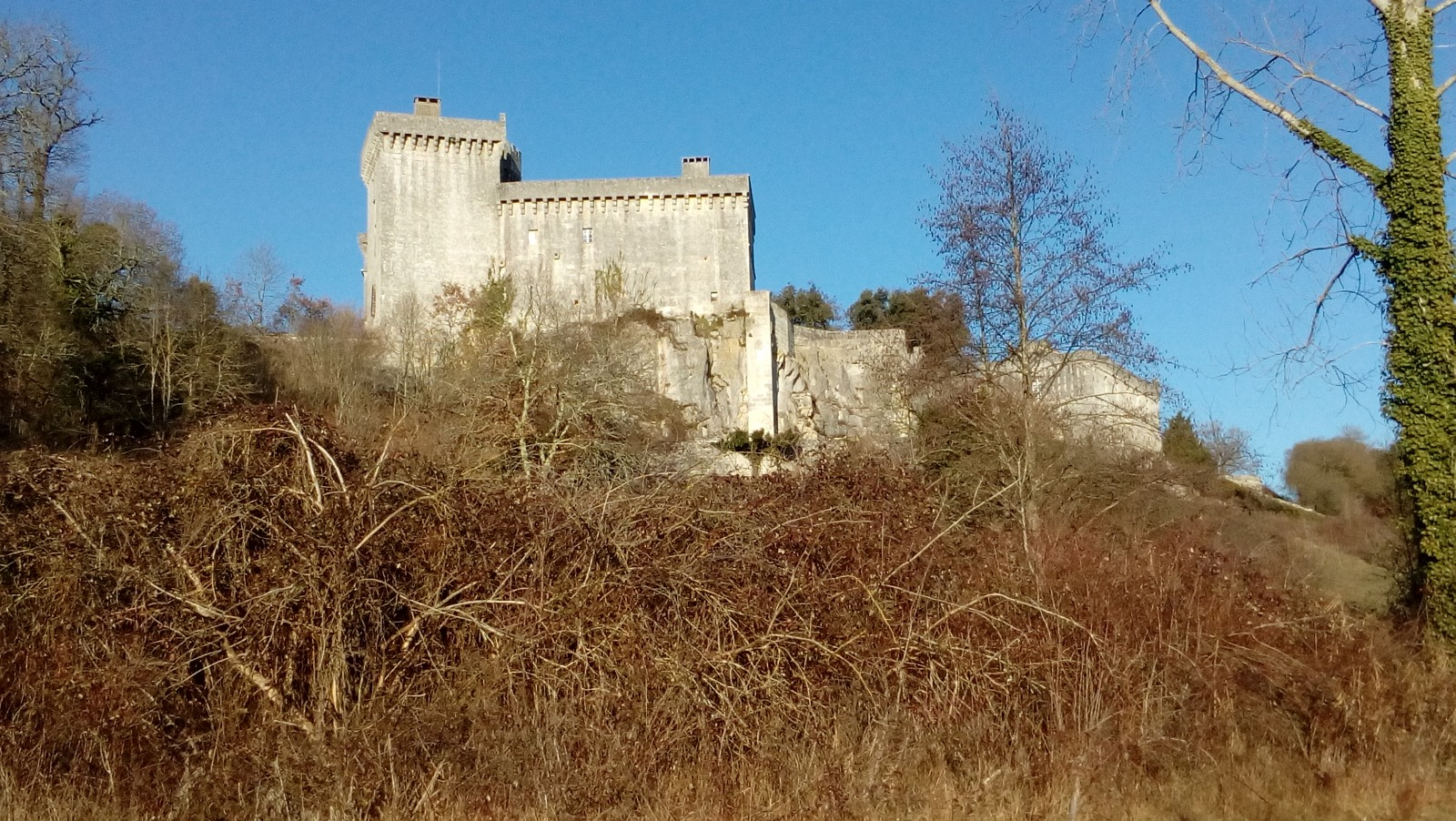
Le donjon, vue de la vallée.
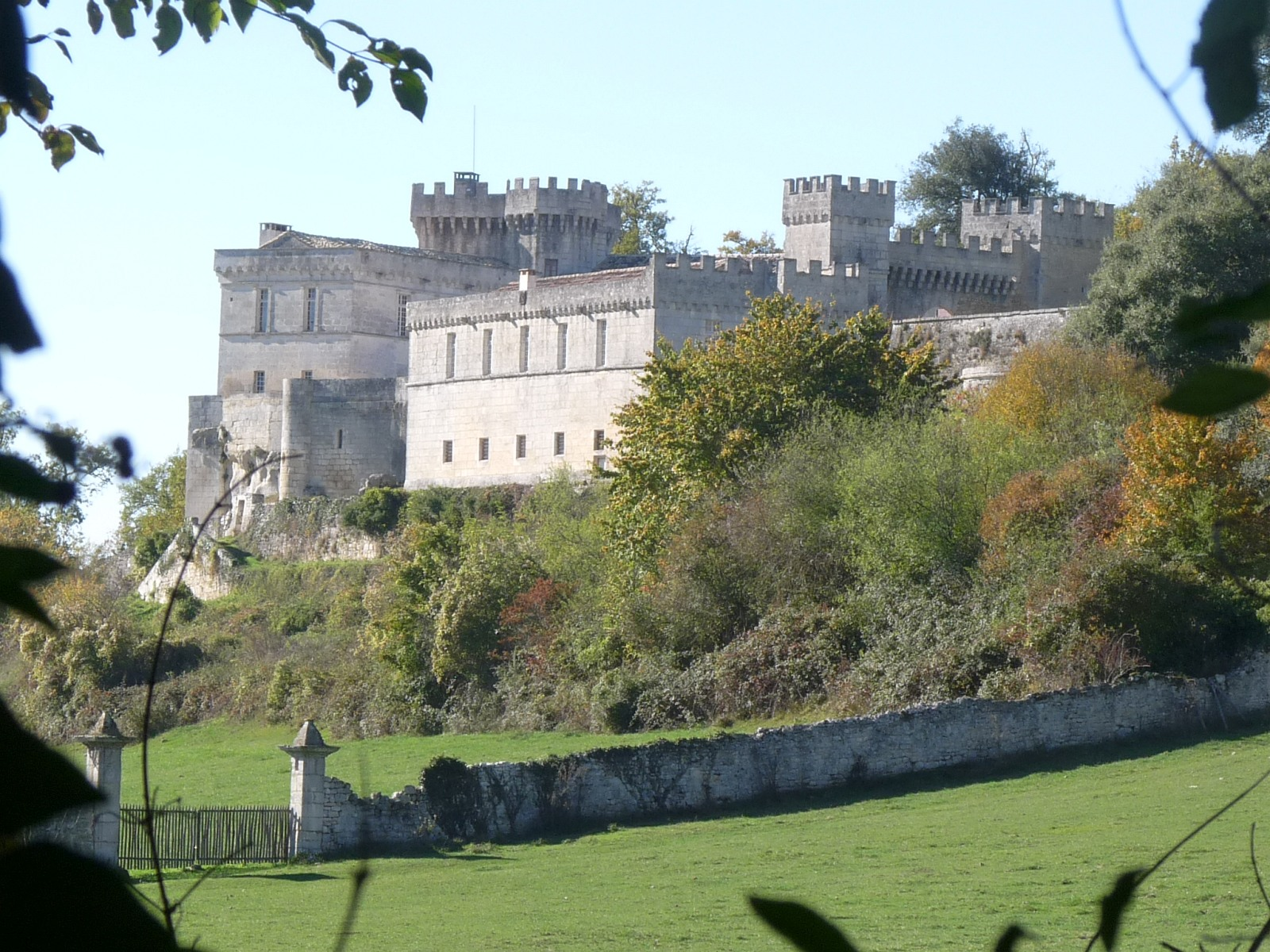
Vue du sud-est, avec portail à droite et corps de garde.
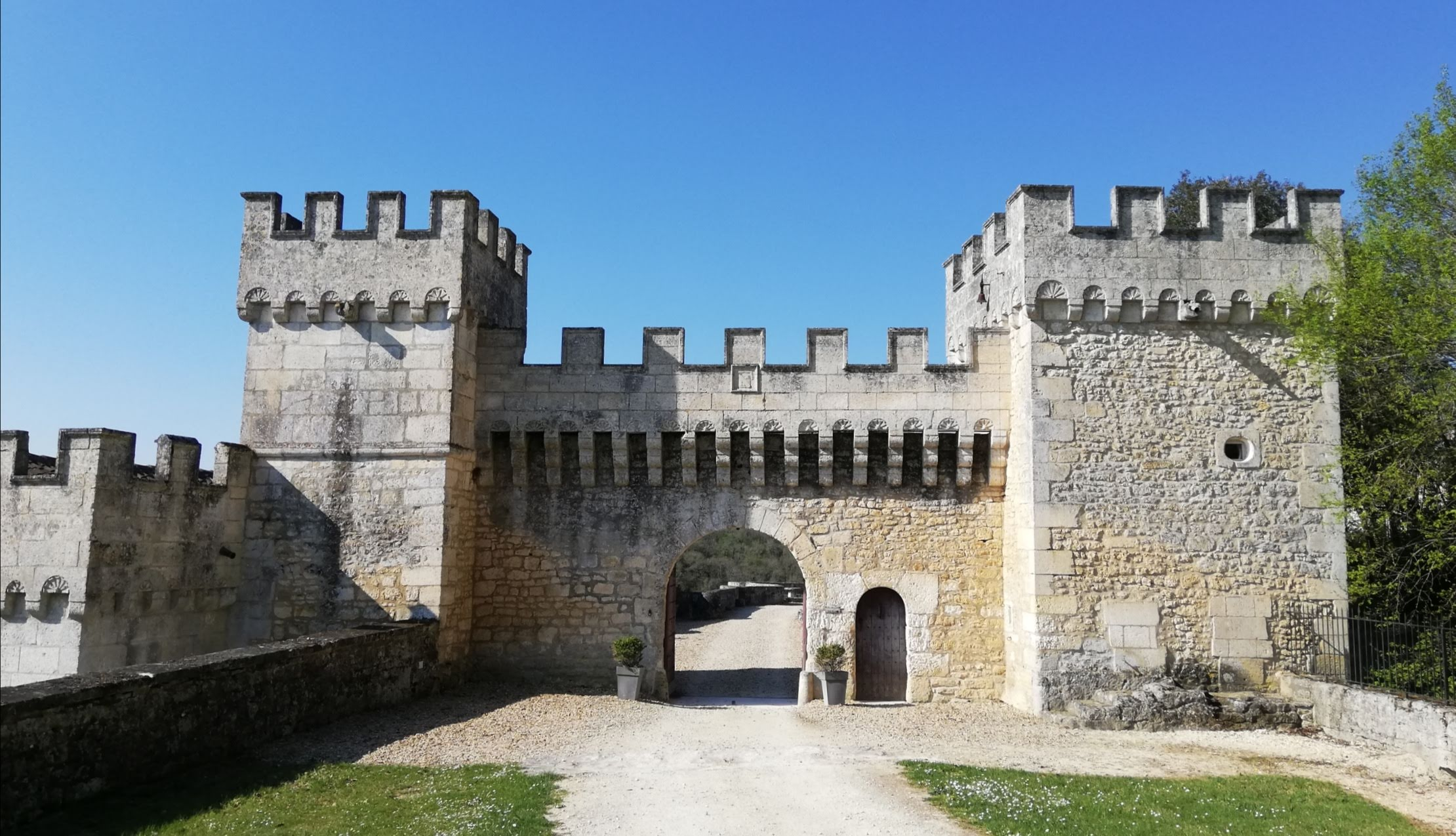
Le portail d'entrée.
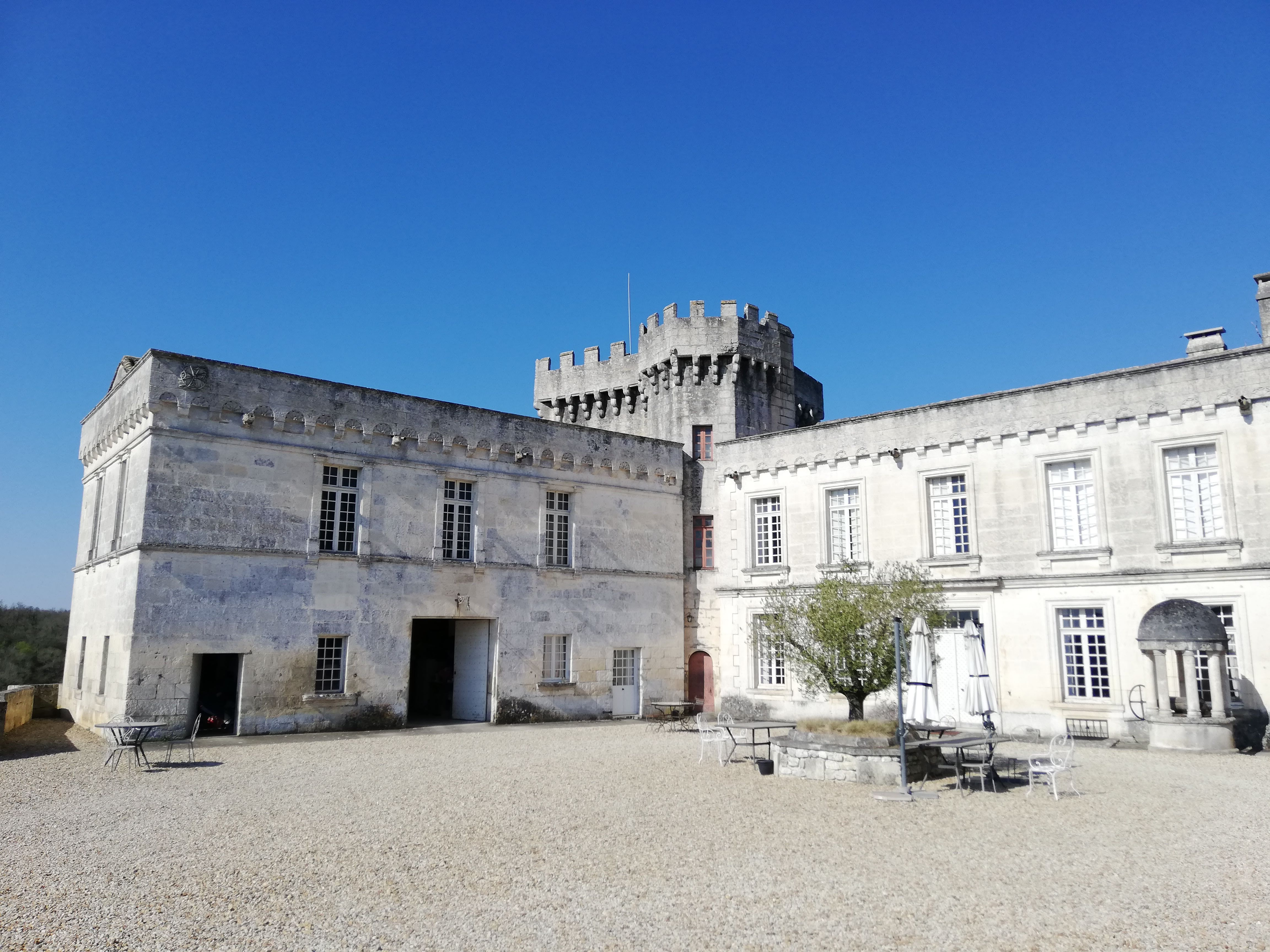
La cour d'honneur avec le donjon et le puits.
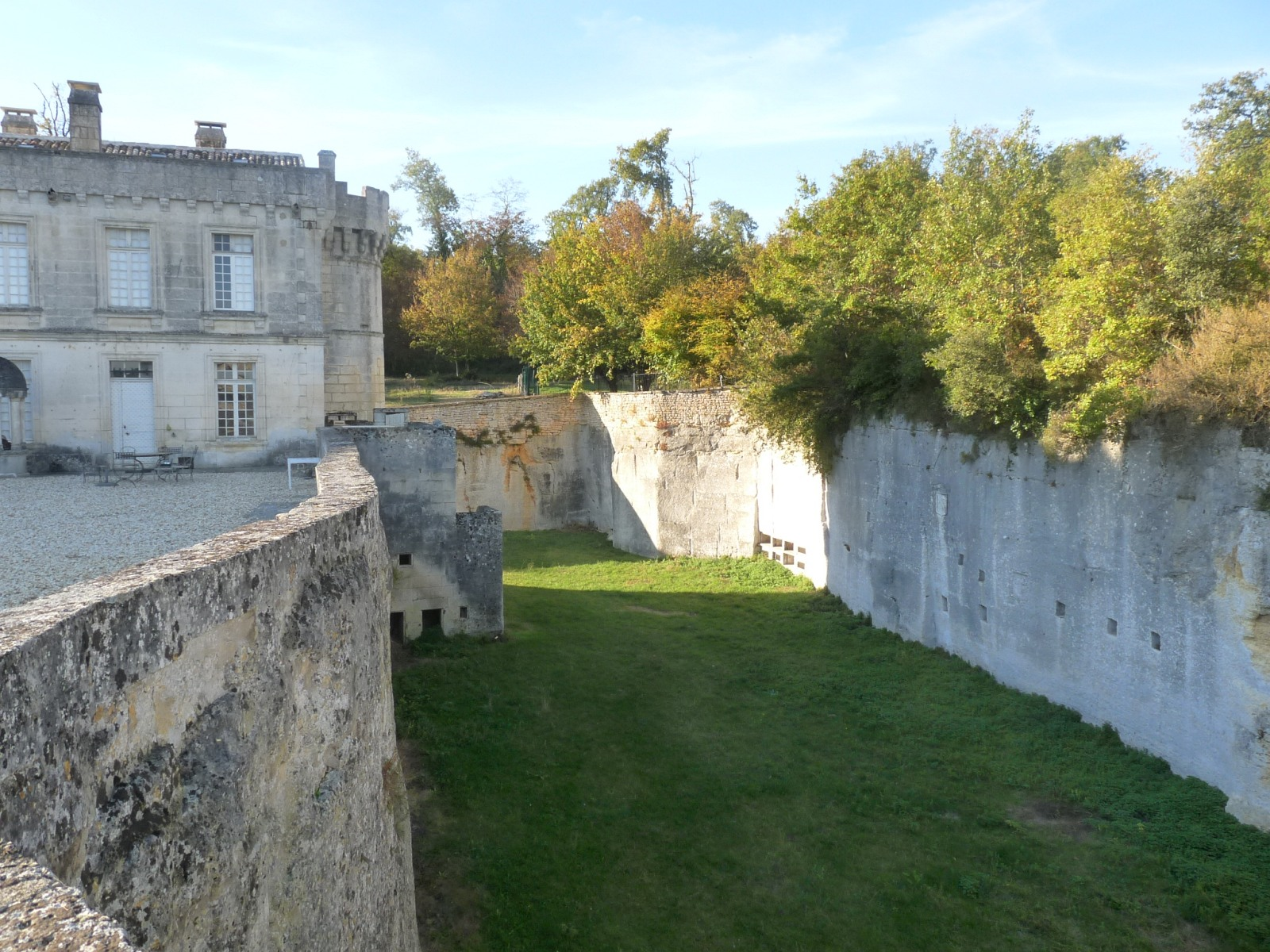
Les douves.
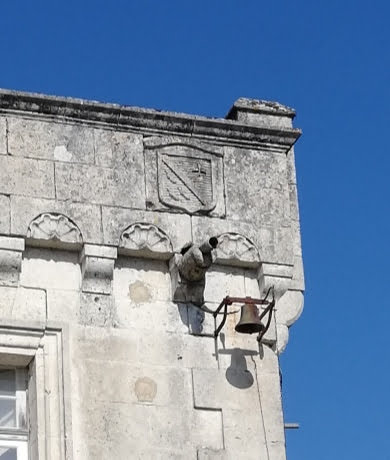
Blason des Normand de La Tranchade sur l'aile ouest.
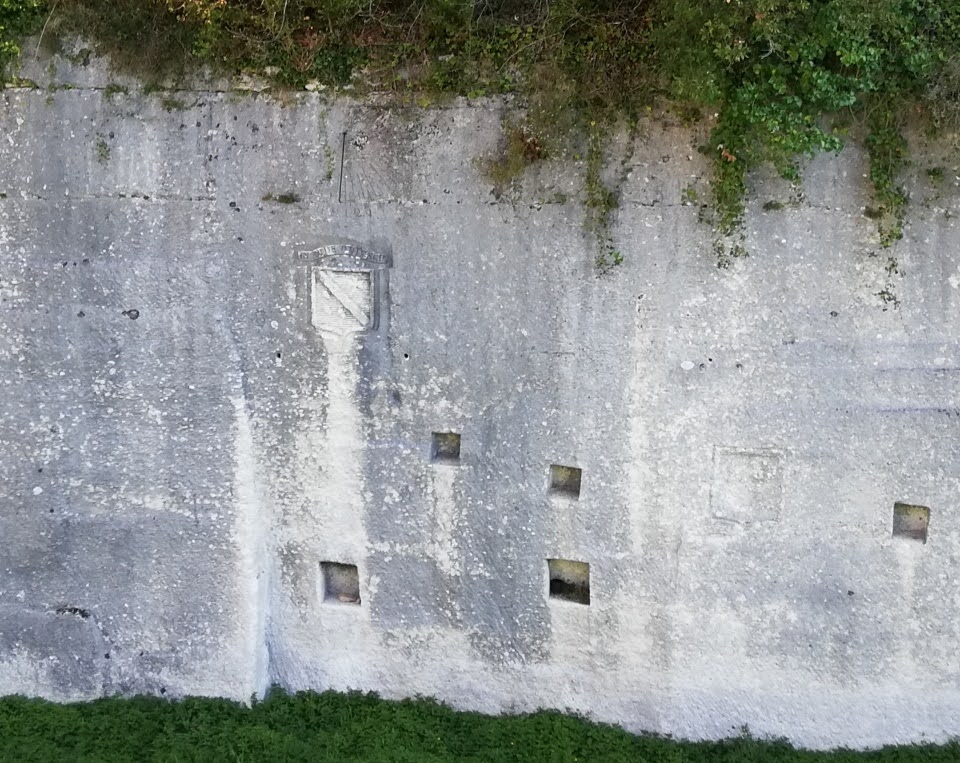
Blasons gravés dans les douves.

## Activité
Le château est acheté en 1929, et restauré par monsieur Portes et sa femme qui, veuve, épouse le comte Amédée de Lorgeril. Leurs descendants ont assuré la restauration du site après la tempête de 1999 qui a lourdement endommagé le domaine et certains bâtiments comme avait alors pu le constater Catherine Trautmann, ministre de la Culture venue sur place quelques jours après. 
Le 4 août 1970, les façades et toitures du château sont classées au titre des monuments historiques.
La grande salle de la Chevalerie, réhabilitée, accueille des réceptions depuis 2003, et des manifestations depuis 2007.